# Earl of Snowdon

Wappen des 1. Earl of Snowdon

Wappen des 2. Earl of Snowdon

Earl of Snowdon ist ein erblicher britischer Adelstitel in der Peerage of the United Kingdom, der nach dem Snowdon, dem höchsten Berg in Wales, benannt ist.

## Verleihung, nachgeordnete und weitere Titel
Der Titel wurde am 6. Oktober 1961 an den Fotografen und damaligen Ehemann von Prinzessin Margaret, Antony Armstrong-Jones verliehen. Zusammen mit der Earlswürde wurde ihm der nachgeordnete Titel Viscount Linley, of Nymans in the County of Sussex, verliehen, der ebenfalls zur Peerage of the United Kingdom gehört. Dieser Titel wird vom Titelerben als Höflichkeitstitel geführt. Der 1. Earl wurde am 16. November 1999 auch als Baron Armstrong-Jones, of Nymans in the County of West Sussex, zum Life Peer erhoben, wodurch er trotz der Oberhausreform 1999 seinen Sitz im House of Lords behielt.

## Liste der Earls of Snowdon (1961)
- Antony Armstrong-Jones, 1. Earl of Snowdon (1930–2017)
- David Armstrong-Jones, 2. Earl of Snowdon  (* 1961)

Titelerbe (Heir Apparent) ist der Sohn des jetzigen Earls, Charles Armstrong-Jones, Viscount Linley (* 1999).